# Curone
Le Curone (Cròu en piémontais, Quarion en lombard) est un torrent du val Curone en province d'Alexandrie en Italie du nord. Long d’environ 50 km c’est un affluent de droite du Pô.

## Parcours
Naît sur les confins entre le Piémont et la Lombardie à environ 1 500 m du mont Garave de la chaîne des Apennins.
Avec un cours rapide il se dirige vers le Nord, touchant la commune de Fabbrica Curone en élargissant son lit gravillonneux. Après une courbe vers l’Est, il arrive dans la commune de San Sebastiano Curone où il reçoit de gauche le modeste torrent Museglia qui descend du mont Giarolo. De là, il s’élargit encore, baigne plusieurs communes dont Volpedo.
Arrivé près de Pontecurone, il reçoit les eaux du Rio Limbione (17 km de long) puis rétrécit son lit pour devenir plus régulier et laisse le Piémont pour passer en Lombardie. Après avoir traversé les communes de Casei Gerola et Cornale, se jette de droite dans le fleuve Pô près de Ghiaie di Corana.

## Aspects hydrologiques
Le Curone est un cours d’eau à caractère torrentiel : sur une grande partie de l’année, son lit ne reçoit qu’un filet d’eau, alors qu’en été, il est complètement à sec pour plusieurs mois.
Par contre en cas de fortes pluies, les crues du Curone peuvent être catastrophiques étant donné qu’il a tendance à gonfler rapidement, entraînant une grande quantité d’alluvions.

## Sources
- (it) Cet article est partiellement ou en totalité issu de l’article de Wikipédia en italien intitulé « Curone » (voir la liste des auteurs).